# Oreopanax thaumasiophyllus
Oreopanax thaumasiophyllus är en araliaväxtart som beskrevs av Hermann Harms. Oreopanax thaumasiophyllus ingår i släktet Oreopanax och familjen Araliaceae. Inga underarter finns listade.